# رافائيل كارل لي
رافائيل كارل لي (بالإنجليزية: Raphael Carl Lee) هو جراح أمريكي، ولد في 29 أكتوبر 1949.